# Pérez Celis
Celis Pérez, más conocido por la inversión de su nombre y apellido como Pérez Celis (Buenos Aires, 15 de enero de 1939 - ibid., 2 de agosto de 2008), fue un prestigioso artista plástico argentino de reconocimiento internacional.
Su obra se expresó a través de la pintura, la escultura, el muralismo y el grabado. Desarrolló un estilo abstracto, recurriendo a la fusión de líneas estéticas de las culturas amerindias andinas con las vanguardias plásticas internacionales, a la vez de la utilización de imágenes de fuerte arraigo en la cultura porteña para construir obras de fuerte impacto.

## Biografía
Pérez Celis nació el 15 de enero de 1939 en el barrio de San Telmo de Buenos Aires, hijo de Miguel Ángel Celis Pérez y Josefa González, mudándose con su familia al barrio de Liniers donde pasó su infancia y juventud. Miembro de una familia de recursos limitados, comenzó a estudiar dibujo por correspondencia cuando aún era un niño, trabajando como canillita (vendedor callejero de periódicos), cadete y aprendiz de carpintero, entre otros empleos. En 1954 ingresó a la Escuela de Bellas Artes Manuel Belgrano, donde estudió con maestros como Leopoldo Presas, Líbero Badíi, Juan Batlle Planas y Santiago Cogorno. A los 17 años realizó su primera exposición individual en la galería La Fantasma.   
En Pérez Celis tuvo impacto la obra de abstracta de Victor Vasarely, que conoció en 1957, cuando se realizó una gran muestra del artista húngaro en el Museo Nacional de Bellas Artes en Buenos Aires. En 1958 se casó con Sara Fernández, madre de sus dos hijos, y viajó a Uruguay donde estuvieron unos nueve meses. Formó parte del Movimiento del Hombre Nuevo, impulsor del arte no figurativo, orientado por Rafael Squirru.
En 1962 crea el mural Fuerza América, realizado en 5 toneladas de cemento y hierros, en Avenida Rivadavia 6140 del barrio porteño de Flores.
De esa época datan también otros murales la fábrica Brousson (hoy sede de Telecom en el barrio porteño de Coghlan), el del Banco Nación de Formosa y algunos que están sin ubicarse todavía.
La obra pública ha sido una constante participación de Pérez Celis al embellecimiento de la vida cotidiana. " La Presencia " escultura de 17 m instalada en el Patio de la Madera, Rosario, El Ángel Protector, en el Edificio Fortabat, la pintura exterior del complejo urbanístico Central Park en el barrio de Barracas, El Ojo del tiempo el reloj solar de 23 m de altura en Villa de Merlo, San Luis, dan testimonio .
Gana sus primeros premios en pintura y grabado en los años 1956/1958, en 1965 ganó el Premio del Instituto Di Tella y el Premio Esso. A comienzos de los años setenta recibió el premio Alba en el LXI Salón Nacional de Artes Plásticas Argentino. En 1975 su esposa falleció en un accidente automovilístico en la ruta Rosario-Santa Fe el cual él sobrevivió, enfrentando meses de rehabilitación física. En 1977, se casó con la dinámica Iris Margarita Laconich (hija de Sixto Laconich, dueño de la fábrica de porcelanas Harford y madre de tres hijos de un primer matrimonio). Entre sus alumnos se encuentra la artista Estela Bartoli. 
La pareja se instaló en Venezuela, donde su obra se caracteriza por la eliminación de las líneas horizontales, a favor de fuertes imágenes verticales. En Caracas realizó una muestra retrospectiva en el Museo de Bellas Artes.Tuvo un anecdótico incidente con la influyente Marta Traba tergiversado por la leyenda oral. En 1978 se instaló en París y en 1979 participa invitado por Roger Bouillot en el Gran Prix Internacional d'Art Contemporain de Montecarlo. Recibe la Mención Especial del Jurado. Tiene como galerista a Khalil Masrour, dueño de la famosa Gallerie Bellechasse. Está considerado por los críticos franceses Jean Cassou, Gaston Dhiel y Roger Bouillot, como uno de los grandes maestros latinoamericanos. A mediados de los años ochenta, su pintura alcanzó una alta cotización en el mercado internacional. Se sucedieron exposiciones en Bilbao, Tokio, Lima, Bogotá, Miami, Nueva York, Birmingham y Budapest. En 1984 se mudó de París a Nueva York donde vivió hasta fines de los 90, cuando se transladan por motivos de salud de su mujer Iris Laconich a Miami.
Enviudó por segunda vez en 1999. Se casó por tercera vez con Tamara Toma, su última compañera. En los años noventa fue instalado un mural suyo en la fábrica de Mercedes Benz en Japón, en la Universidad de Morón (Los cuatro elementos, la Fuente de la Sabiduría, El Libro de Morón y Universitas), en el estadio del Club Atlético Boca Juniors (Ídolos y Mito y destino), en la Universidad de Belgrano (Camino del conocimiento).
También realizó una importante exposición en la ciudad de La Plata. En 2001 con el Decreto No.6063-D , se declara de interés cultural su obra y su trayectoria.
Falleció como desenlace una preleucemia y de la cirrosis del hígado, resultado del envenenamiento con pigmentos y polvo de grafito, el sábado 2 de agosto de 2008, a los 69 años. Lo velaron en el Club Atlético Boca Juniors como al más querido de los hinchas, rodeado por sus propios murales. Fue cremado en el Cementerio de la Chacarita y sus cenizas entregadas a su viuda Tamara Toma las cuales las llevó a su casa. Tuvo dos hijos, Sergio Pérez Fernández y la actriz María José Gabin (nacida en 1962) autora de su biografía en 2007.

## Obra
El 16 de septiembre de 2004, la Legislatura de la Ciudad de Buenos Aires, mediante la sanción de la ley, proveniente de la aprobación del despacho de la Comisión de Cultura y Comunicación social, en que se recopila la vasta trayectoria del artista, lo declaró Ciudadano Ilustre de su ciudad natal.